# Vladimír Řepa
Vladimír Řepa (8. listopadu 1900 Královské Vinohrady – 19. srpna 1957 Praha) byl český herec.

## Život
Josef Vladimír Řepa se narodil na Královských Vinohradech. Začínal v divadelních ochotnických souborech. Od roku 1917 byl angažován na Kladně v souboru divadelní ředitelky Kolaříkové, v letech 1918–1919 pak u divadelní společnosti ředitele Jeřábka.
Od roku 1920 prošel kamennými divadly v Bratislavě, Plzni, v Českých Budějovicích a pražskou Uranií. V roce 1922 byl angažován Jaroslavem Kvapilem do Divadla na Vinohradech, kde hrál až do roku 1948. Následně se stal členem činohry Národního divadla, kde působil až do své smrti, s výjimkou období od 1. července 1949 do 31. srpna 1952 kdy byl zaměstnán jako herec Československého státního filmu.
Ve filmu se objevil již ve dvacátých letech 20. století, natočil čtyři němé filmy, v letech 1931 až 1945 natočil 68 filmů a v letech 1945 až 1955 pak vytvořil 62 filmových rolí. Od roku 1924 byla jeho manželkou Hana Černíková (*1901).

## Divadelní role
výběr
- 1935 Molière: Měšťák šlechticem, Jourdain, Vinohradské divadlo, režie Bohuš Stejskal
- 1936 Molière: Škola žen, Arnulf, Vinohradské divadlo, režie Bohuš Stejskal
- 1940 Patricia Hareová: Žena v bílém, Jarvis, Komorní divadlo, režie František Salzer
- 1946 Molière: Zdravý nemocný, Argan, Vinohradské divadlo, režie Jiří Frejka
- 1946 Molière: Lakomec, Harpagon, Komorní divadlo, režie Bohuš Stejskal
- 1950 V. V. Višněvskij: Nezapomenutelný rok devatenáctý, Zeidlitz, Národní divadlo, režie František Salzer
- 1955 Hedda Zinnerová: Ďábelský kruh, Hellmer, Tylovo divadlo, režie Alfréd Radok
- 1956 bří Mrštíkové: Maryša, Lízal, Národní divadlo, režie Zdeněk Štěpánek
- 1957 Marin Držič: Dundo Maroje, titul. role, Tylovo divadlo, režie Bojan Stupica j. h.
- 1957 N. B. Grieg: Porážka, Brigeau, Tylovo divadlo, režie Jaromír Pleskot

## Filmografie
výběr
- 1926 Román hloupého Honzy, role: Pospíšil, režie František Hlavatý
- 1936 Jízdní hlídka, svobodník Valenta, režie Václav Binovec
- 1945 Prosťáček, tulák, režie Karel Steklý
- 1950 Racek má zpoždění, Jan Racek, režie Josef Mach